# Anna Maria Ortese
Anna Maria Ortese (n. 13 iunie 1914, Roma, Regatul Italiei – d. 10 martie 1998, Rapallo, Liguria, Italia) a fost o prozatoare, tomancieră și poetă italiană. Ea a fost cel mai bine cunoscută pentru povestirea „Il Mare Non Bagna Napoli” (1953), în care a descris condițiile cumplite de viață din Napoli după cel de-al Doilea Război Mondial. Ea a spus odată: „scriem pentru că noi căutăm companie, apoi publicăm pentru că primim niște bani”.

## Primii ani
S-a născut la Roma ca al cincilea din cei șase copii ai lui Vaccá Beatrice și Oreste Ortese. Tatăl ei lucra pentru guvernul Italian, iar familia s-a mutat frecvent. În ianuarie 1933, fratele ei, Emmanuel, de care era foarte apropiată, a murit în Martinica, unde nava pe care lucra a acostat. Moartea sa a determinat-o să scrie.

## Cariera
Primele ei poezii au fost publicate în revista La Sierra Lettering. Scrierile ei au fost bine primite, iar ea a fost încurajată să scrie în continuare. În anul următor, aceeași revistă a publicat prima povestire, „La Pellerossa”. În 1937, Massimo Bontempelli, scriitor pentru La Bompiani și mentor al lui Ortese, a publicat o altă povestire, „Angelici dolori”. Deși această poveste a primit recenzii favorabile, ea a atras critici din partea proeminenților critici literari Falqui și Vigorelli.
În ciuda începutului promițător, inspirația și motivația ei s-au diminuat. În 1939 a călătorit de la Firenze la Veneția, unde a găsit un loc de muncă pe post de corector la ziarul local Il Gazzetino. Odată cu apropierea celui de-al Doilea Război Mondial, Ortese a revenit la Napoli, unde a locuit iarăși cu familia ei. Acolo și-a găsit inspirația să scrie. La sfârșitul războiului, Anna a lucrat ca scriitoare pentru revista Sud.
Părinții ei au murit în 1950 și 1953. În acest timp, ea a publicat o a doua și a treia carte: L'infanta sepolta și Il mare non bagna Napoli. Cea de-a doua carte menționată era alcătuită din cinci capitole, în care erau descrise condițiile cumplite de viață din Napoli după război. Cartea a devenit extrem de apreciată și a fost distinsă cu Premiul Viareggio. Filmul Un paio di occhiali a fost realizat după primul capitol al romanului, fiind prezentat la Bienala de la Veneția în 2001.
De la mijlocul anilor 1950 până la sfârșitul anilor 1960, Anna a călătorit și a scris intens. S-a întors la Milano în anul 1967 și a scris o carte, Poveri e semplici, pentru care a fost distinsă cu Premiul Strega.
În ultimii ani, Ortese a devenit tot mai izolată până la vârsta de șaptezeci și cinci de ani, când s-a mutat la Rapallo pentru a locui cu sora ei. La vârsta de 80 de ani, ea a început să corespondeze cu Beppe Costa, care a încurajat-o să publice Il treno russo. Curând după aceea, Anna a acceptat propunerea de a republica multe dintre vechile ei romane. Unul dintre ele, L'iguana, a fost tradus în franceză și publicat de editura Gallimard în 1988. Un altul, Il cardillo addolorato, a ajuns în topul cărților de ficțiune în limba italiană. În 1987 a fost publicată colecția de proză A Music Behind the Wall: Selected Stories.

## Moartea
A murit la vârsta de 84 de ani, în casa ei din Rapallo în martie 1998. Opera ei a beneficiat de recunoaștere internațională abia după moartea ei.

## Scrieri

### Povestiri
- „Il Pellirossa”
- „Angelici dolori”

### Romane
- Il mare non bagna Napoli
- L’infanta sepolta
- Il porto di Toledo
- Il cardillo addolorato
- Silenzio a Milano
- L’Iguana
- Poveri e semplici
- Il cappello piumato
- Il treno russo
- Alonso e i visionari
- In sonno e in veglia

## Premii
- Premiul Viareggio (1953), pentru „Il Mare non bagna Napoli”
- Premiul Strega (1967), pentru Poveri e Semplici
- Premiul Procida-Elsa Morante (1998), pentru In Sonno e in Veglia
- Prix du Meilleur Livre Etranger (1998), pentru ediția franceză a Il Cardillo Adolorato (la Douleur du chardonneret)